# A Curious Family
A Curious Family è un cortometraggio muto del 1913 diretto da Charles H. France.

## Produzione
Il film fu prodotto dalla Selig Polyscope Company.

## Distribuzione
Distribuito dalla General Film Company, il film - un cortometraggio di 156,7 metri - uscì nelle sale cinematografiche statunitensi il 3 gennaio 1913. Il 27 marzo 1913 venne distribuito anche nel Regno Unito.
Nelle proiezioni, veniva programmato con il sistema dello split reel, accorpato in un'unica bobina con un altro cortometraggio prodotto dalla Selig, la commedia Steak and Onions.